# Ivana Gargiulo
Ivana Gargiulo (Napoli, 15 luglio 1972) è una scenografa italiana.

## Biografia
Intraprende l'attività all'inizio degli anni duemila, raggiungendo il successo con Napoli velata del 2017.

## Filmografia
- Un mondo d'amore, regia di Aurelio Grimaldi (2003)
- Ladri di barzellette, regia di Bruno Colella e Leonardo Giuliano (2004)
- Se sarà luce sarà bellissimo, regia di Aurelio Grimaldi (2004)
- Mitraglia e il verme, regia di Daniele Segre (2005)
- Padiglione 22, regia di Livio Bordone (2006)
- Anita - Una vita per Garibaldi, regia di Aurelio Grimaldi (2007)
- Il nostro messia, regia di Claudio Serughetti (2008)
- Un bacio, regia di Ivan Cotroneo (2016)
- Napoli velata, regia di Ferzan Özpetek (2017)
- Mio fratello rincorre i dinosauri, regia di Stefano Cipani (2019)
- Il talento del calabrone, regia di Giacomo Cimini (2020)
- Per tutta la vita, regia di Paolo Costella (2021)
- I cassamortari, regia di Claudio Amendola (2022)
- Educazione fisica, regia di Stefano Cipani (2022)
- Vicini di casa, regia di Paolo Costella (2022)
- Una terapia di gruppo, regia di Paolo Costella (2024)

## Premi e riconoscimenti

### David di Donatello
- 2018: - Miglior scenografo per Napoli velata

### Nastro d'argento
- 2018: - Nominata a migliore scenografo per Napoli velata

### Ciak d'oro 2018
- 2018: - Miglior scenografo per Napoli velata[1]

### Bari International Film Festival
- 2018: - Miglior scenografo per Napoli velata (premio Dante Ferretti)